# 伴次雄
伴 次雄（ばん つぐお、1941年8月13日 -）は、日本の農林水産技官。林野庁長官や、緑資源公団理事長、緑資源機構理事長、全国森林レクリエーション協会理事長等を歴任した。

## 人物
北海道札幌東高等学校卒業後、1965年北海道大学農学部林学科卒業。林野庁業務部長や、林野庁次長、林野庁長官、緑資源公団理事長、独立行政法人緑資源機構理事長、一般社団法人全国森林レクリエーション協会理事長、公益財団法人地球環境戦略研究機関参与等を歴任した。鈴木宗男元衆議院議員から鈴木宗男事件に関し虚偽の証言をしたとして訴えられたが、2012年に東京地方裁判所で請求棄却が言い渡された。2015年秋の叙勲で瑞宝重光章（農林水産行政事務功労）受章。

## 経歴
- 1965年 農林省入省
- 1978年4月 熊本営林局経営部監査課監査官
- 1978年10月 〃 総務部福利厚生課長
- 1980年4月 林野庁指導部林道課課長補佐(企画班担当)
- 1980年5月 沖縄開発庁振興局振興第二課併任
- 1983年4月 福井県農林水産部林務課長
- 1985年4月 林野庁林政部林産課課長補佐(総括)
- 1988年4月 林野庁林政部林産課特用林産対策室長
- 1989年8月 林野庁業務部第一課技術開発調査官兼業務部経営企画課
- 1991年4月 林野庁業務部業務第一課長
- 1992年8月 林野庁指導部計画課長
- 林野庁業務部長
- 林野庁次長
- 1999年 林野庁長官
- 2001年 辞職

## 著書
- 『車両系木材伐出機械等運転者教本』林業機械化協会 2014年